# Odyssey (album)
Odyssey är ett musikalbum av Yngwie Malmsteen, utgivet 1988 och hans mest sålda skiva. 
Skivan var enligt de riktiga Yngwiefansen alltför typiskt 1980-tal, tydliga refränger på några låtar som gör att skivan känns mer åt Europes håll, i det här fallet förlorade Malmsteen lite av sin ilska i gitarrspelet. Inspelningen försenades av en allvarliga bilolycka Malmsteen var inblandad år 1987.
Förutom Malmsteen själv spelar Joe Lynn Turner, Bob Daisley, Jens Johansson och Anders Johansson.
Skivan är tillägnad Malmsteens avlidna mor Rigmor Malmsteen.

## Låtlista
Samtliga låtar skrivna av Joe Lynn Turner och Yngwie J. Malmsteen, om annat inte anges.
1. "Rising Force" – 4:26
2. "Hold On" – 5:11
3. "Heaven Tonight" – 4:06
4. "Dreaming (Tell Me)" – 5:19
5. "Bite the Bullet" (Yngwie J. Malmsteen) – 1:36
6. "Riot in the Dungeons" – 4:22
7. "Déjà Vu" – 4:17
8. "Crystal Ball" – 4:55
9. "Now Is the Time" – 4:34
10. "Faster Than the Speed Of Light" – 4:30
11. "Krakatau" (Yngwie J. Malmsteen) – 6:08
12. "Memories" (Yngwie J. Malmsteen) – 1:14